# Kaizoku-Ban
Kaizoku-Ban es el primer extended play en vivo de la banda alemana de heavy metal Accept, publicado en 1985 por RCA Records para el mercado europeo y por el sello Portrait para los Estados Unidos. Su grabación se realizó el 19 de septiembre de 1985 en el recinto Aichi-ken Kinrou Kaikan de Nagoya, Japón, en el marco de la gira promocional de Metal Heart.
En 1992 se remasterizó en formato disco compacto bajo el título de Live in Japan, mientras que en 2002 todas sus canciones fueron nuevamente remasterizadas e incluidas como pistas adicionales en las reediciones de Balls to the Wall, Metal Heart y Russian Roulette.

## Lista de canciones
Todas las canciones escritas por Accept y Deaffy.

| N.º | Título                      | Duración |  |
| 1.  | «Metal Heart»               | 5:23     |  |
| 2.  | «Screaming for a Love-Bite» | 4:24     |  |
| 3.  | «Up to the Limit»           | 4:53     |  |
| 4.  | «Head Over Heels»           | 5:58     |  |
| 5.  | «Love Child»                | 4:44     |  |
| 6.  | «Living for Tonite»         | 3:53     |  |

## Músicos
- Udo Dirkschneider: voz
- Wolf Hoffmann: guitarra eléctrica y coros
- Jörg Fischer: guitarra eléctrica y coros
- Peter Baltes: bajo y coros
- Stefan Kaufmann: batería